# Honda H series
La serie H es una familia de motores de alto rendimiento producidos por el fabricante japonés Honda entre 1990 y 2000. Es un derivado de mayor cilindrada de la serie F con el que comparte muchas similitudes y alguna refacción, en concreto el F20B es una versión de cilindrada reducida del H22A con el que comparte diseño. Fue desarrollado así para participar en campeonatos con limitación de 2.0 L de cilindrada. Como otros motores de Honda de cuatro cilindros de los años 1980 y 1990, fue reemplazada por la serie K. Ha tenido cierto éxito utilizado en competencias de automovilismo, siendo la elección para participar en el Campeonato Mundial de Turismos durante muchos años y también instalado en chasis más ligeros, como el Honda CR-X utilizado en carreras tipo drag.
Se divide en dos tipos de bloques con diferentes cilindradas: H22 de 2.2 L y H23 de 2.3 L, ambos usando el mismo bloque, pero con diferentes bielas, pistones y cigüeñal para modificar la cilindrada.

## H22
El H22 debutó en Estados Unidos en 1993 con el H22A1 en el Honda Prelude VTEC. Desde entonces, varias versiones del H22 se utilizaron en las diferentes generaciones del Honda Prelude firmado como un motor de alto rendimiento, hasta el cese de producción del Prelude en 2001. Además, muchas variantes se utilizaron en el Honda Accord SiR en Japón y Europa. En 1994, Honda Europa usó la culata y bloque del H22A como motor de Fórmula 3, al cual se le reducía la cilindrada de 2.2 L a 2.0 L (F3-2000cc) para participar en la serie F3 europea. Honda Europa pidió a Neil Brown Engineering en Inglaterra el desarrollo de convertir el H22A en el modelo para la Fórmula 3 para el Campeonato Británico de Turismos (BTCC) y el Campeonato Japonés de Turismos (JTCC). Fue usado por Mugen Motorsports con el código F20B desde 1997 has 2001. Entre 1995 y 1997, Honda Europa usó el mismo motor para la Fórmula 3 en la BTCC montado en el Honda Accord. También, entre 1996 y 1997 Honda Japón usó el mismo motor para la JTCC en el Honda Accord JTCC, el cual ganó el campeonato los dos años consecutivos.
- Especificaciones
  - Diámetro x carrera: 87 x 90,7 mm (3,43 x 3,57 pulgadas)
  - Cilindrada: 2157 cm³ (2,2 L; 131,6 plg³)
  - Distribución: DOHC VTEC 4 válvulas x cilindro
  - Relación de compresión:
    - Estados Unidos: 10.0-10.6:1; Europa: 10.0-11.0:1; Japón: 10.6-11.0:1

  - Potencia: 185 a 220 CV (182 a 217 HP) (136 a 162 kW)
  - Línea roja: 7200-7600 rpm
  - Corte de inyección: 7400-8000 rpm

### H22A
- Aplicaciones
  - Honda Prelude Si VTEC (BB4 & BB1) (Japón)
  - Honda Prelude SiR (BB6 & BB8) (Japón)
    - Potencia máxima: 200 CV (197 HP; 147 kW) @ 6800 rpm
    - Par máximo: 219 N·m (162 lb·pie) @ 5500 rpm
    - Tapa de balancines negra

  - Honda Prelude SiR S-Spec (BB6) (Japón)
  - Honda Accord Euro-R (CL1) (Japón)
    - Potencia: 220 CV (217 HP; 162 kW) @ 7800 rpm
    - Par máximo: 221 N·m (163 lb·pie) @ 6500 rpm
    - Tapa de balancines roja y transmisión T2W4 con diferencial de deslizamiento limitado (LSD)

  - Honda Accord SiR Sedán (CD6) (Japón)
  - Honda Accord SiR Cupé (CD7) (Japón)
  - Honda Accord SiR Wagon (CF2) (Japón)
    - Potencia: 190 CV (187 HP; 140 kW) @ 6800 rpm
    - Par máximo: 206 N·m (152 lb·pie) @ 5500 rpm
    - Tapa de balancines negra

### H22A1
- Aplicaciones
  - Honda Prelude VTEC (BB1) (Estados Unidos)
  - Honda Prelude SR-V (BB1) (Canadá)
  - Honda Prelude VTi-R (BB1) (Australia)
    - Potencia máximo: 190 CV (187 HP; 140 kW) @ 6800 rpm
    - Par máximo: 207 N·m (153 lb·pie) @ 5500 rpm
    - Tapa de balancines negra

### H22A2
- Aplicaciones
  - Honda Prelude 2.2i VTEC (BB1) (Europa)
    - Potencia máxima: 185 CV (182 HP; 136 kW)
    - Tapa de balancines negra

### H22A3
- Aplicaciones
  - Honda Prelude VTEC (BB1) 1996
  - Honda Accord Cupé SiR 1994 (Nueva Zelanda)
    - Tapa de balancines negra
    - Potencia máxima: 185 CV (182 HP; 136 kW)

### H22A4
- Aplicaciones
  - Honda Prelude Base y Type-SH (BB6) (Estados Unidos)[3]
  - Honda Prelude SE y Type-SH (BB6) (Canadá)
  - Honda Prelude VTi-R y VTi-R ATTS (BB6) 1997-1998 (Australia)
    - Potencia máxima: 200 CV (197 HP; 147 kW) @ 7000 rpm
    - Par máximo: 212 N·m (156 lb·pie) @ 5250 rpm
    - Tapa de balancines negra

### H22A5
- Aplicaciones
  - Honda Prelude 2.2VTi/VTi-S (BB6 & BB8) 1997-1998 (Europa)
    - Potencia máxima: 185 CV (182 HP; 136 kW)
    - Tapa de balancines negra

### H22A7
- Aplicaciones
  - Honda Accord Type-R (CH1) 1998-2002 (Europa)[4]
    - Potencia máxima: 212 CV (209 HP; 156 kW) @ 7200 rpm
    - Par máximo: 222 N·m (164 lb·pie) @ 6700 rpm
    - Tapa de balancines roja

### H22A8
- Aplicaciones
  - Honda Prelude 2.2VTi/VTi-S (BB6 & BB8) 1999-2001 (Europa)
    - Potencia máxima: 200 CV (197 HP; 147 kW) @ 7100 rpm
    - Par máximo: 212 N·m (156 lb·pie) @ 5250 rpm
    - Tapa de balancines roja

### H22Z1
- Aplicaciones
  - Honda Prelude VTi-R y VTi-R ATTS (BB6) 1999-2001 (Australia)
    - Potencia máxima: 211 CV (208 HP; 155 kW)
    - Par máximo: 212 N·m (156 lb·pie) @ 5250 rpm
    - Relación de compresión incrementada a 11.0:1
    - Tapa de balancines negra
    - Se trata de un H22A4 con ligeras mejoras

## H23
El H23 es una versión de mayor cilindrada sin VTEC del H22 usado en Japón, Estados Unidos y Europa. También usa camisas de cilindro FRM del H22.
- Especificaciones
  - Diámetro × carrera: 87 x 95 mm (3,43 x 3,74 pulgadas)
  - Cilindrada: 2259 cm³ (2,3 L; 137,9 plg³)
  - Relación de compresión: 9.8:1
  - Potencia máxima: 162 a 200 CV (160 a 197 HP) (119 a 147 kW)-
  - Par máximo: 212 a 221 N·m (156 a 163 lb·pie)
  - Línea roja: 6500 rpm

### H23A
- Aplicaciones
  - Honda Ascot Innova 2.3Si-Z (CC4 & CC5) 1992-1996 (Japón) 
    - Potencia máxima: 162 CV (160 HP; 119 kW)
    - Par máximo: 212 N·m (156 lb·pie)
    - Tapa de balancines negra

### H23A1
- Aplicaciones
  - Honda Prelude Si (BB2) (Estados Unidos)
  - Honda Prelude SE (BB2) 1995 (Estados Unidos)
  - Honda Prelude SR (BB2) (Canadá)
  - Honda Prelude Si (BB2) 1991-1993 (Australia)
  - Honda Prelude Si (BB2) (Australia)
    - Potencia máxima: 162 CV (160 HP; 119 kW)
    - Par máximo: 212 N·m (156 lb·pie)
    - Tapa de balancines negra

### H23A2
- Aplicaciones
  - Honda Prelude 2.3i (BB2) (Europa)
    - Potencia máxima: 162 CV (160 HP; 119 kW)
    - Par máximo: 209 N·m (154 lb·pie)
    - Tapa de balancines negra

### H23A3
- Aplicaciones
  - Honda Accord 2.3i SR (CC7) 1993-1995 (Europa)
  - Rover 623 23 SLi, GSi, y iS 1993-1999 (Europa)[5]
    - Potencia máxima: 162 CV (160 HP; 119 kW)
    - Par máximo: 209 N·m (154 lb·pie)
    - Tapa de balancines negra

### H23A DOHC VTEC
- Aplicaciones
  - Honda Accord Wagon SiR (CH9) 1998-2002 (Japón)
    - Potencia máxima: 200 CV (197 HP; 147 kW) @ 6800 rpm
    - Par máximo: 221 N·m (163 lb·pie) @ 5300 rpm
    - Tapa de plástico balancines azul
    - Relación de compresión: 10.6:1.

En 1998, Honda en Japón produjo una rara versión DOHC VTEC denominada H23A VTEC para el uso exclusivo del mercado japonés. Se modificó con un conducto interno de aceite en un bloque H23A para que operase con el solenoide del VTEC usando una culata H22A. Tenía la misma potencia que la versión H22A, pero con una línea roja inferior debido al mayor tamaño de la carrera. El H23A VTEC tenía un diámetro x carrera de 87 x 95 mm (3,43 x 3,74 pulgadas), mientras que el H22A VTEC tenía 87 x 90,7 mm (3,43 x 3,57 pulgadas). El H23A VTEC tiene la mayor cilindrada de la serie H con una relación de compresión de 10.6:1.